# هولدن كولفيلد
هولدن كولفيلد (Holden Caulfield) (مواليد 1933) هو الشخصية الرئيسية والراوي في رواية جيروم ديفيد سالينجر الحارس في حقل الشوفان  التي صَدرت سنة 1951. منذ نشر الكتاب أصبح هولدن رمزًا لـتمرد ويأس المراهقة، وأصبح الآن من أكثر الشخصيات أهمية في أدب القرن العشرين الأمريكي. اُستخدم الاسم هولدن كولفيلد في رواية قصيرة غير منشورة مكتوبة سنة 1942، وظهر أول مرة في المطبوعات في 1945.
وبالرغم من أن البعض يعتقد أن سالينجر وصل إلى اسم هولدن كولفيلد في رواية الحارس في حقل الشوفان عندما رأى سرداقً لفيلم عزيزتي روث (1947)، من بطولة ويليام هولدن وجون كولفيلد، كانت أول رواية لسالينجر بها شخصية هولدن كولفيلد، هي«أنا مجنون (I'm Crazy)» التي نُشرت في مجلة Collier's في 22 ديسمبر، 1945، قبل سنة ونصف من ظهور الفيلم.

## المظهر والشخصية
هولدن ساذج بعض الشيء ولكنه ساخط أيضا على عالم البالغين. من أكثر صفات هولدن الواضحة والجوهرية هي إشمئزازه الشديد من الصفات «المزيفة»، وهو مصطلح شامل للنفاق الذي يُضايق هولدن. سخريته وتهكمه يَدفعانه عادة لإبعاد نفسه عن الأشخاص الآخرين. شخصية هولدن شخصية متناقضة؛ عمره 16 سنة وطوله 1.89 سنتيمتر فهو طويل حتى بالنسبة للبالغين، وله بعض الشعر الرمادي أيضا - بالرغم من أنه بنفسه يعترف بأنه يتصرف مثل ولد بعمر الـ 13 عوضًا عن التصرف كبالغ. يرسب باستمرار، ويدعو نفسه بـ «الأحمق»، ومع ذلك يُظهر ذكاءً خلال سرده الواضح.

## فيالحارس في حقل الشوفان
هولدن كولفيلد هو الراوي والشخصية الرئيسية في الحارس في حقل الشوفان. تدور الرواية حول اسبوع هولدن خلال عطلة رأس السنة بعد طرده من مدرسة بنسي الداخلية، وهي مدرسة إعدادية مبنية جزئيا على أكاديمية فالي فورج العسكرية التي دَرس فيها سالينجر. يروي كولفيلد قصته من داخل مستشفى بلغة ساخِرة وضَجِرة، وكثيرا ما تستعمل الشتائم والألفاظ النابية.

## في الأعمال الأخرى
ظهرت أيضا شخصية هولدن موريسي كولفيلد، في رواية سالينجر «التمرد الطفيف قبالة ماديسون (Slight Rebellion off Madison)»، التي نُشرت في عدد 21 ديسمبر، 1946 من مجلة The New Yorker. تم قُبول نشر نُسخة سابقة لهذه القصة، بعنوان «هل تضرب رأسك بالحائط؟ (Are You Banging Your Head Against a Wall?)» عبر The New Yorker في أكتوبر 1941، ولكن لم تُنشر وقتها لأن المحررين وجدوا أن النبرة كئيبة جدا للقُراء. لاحقًا أصبحت نسخة مُنقحة من هذه القصة القصيرة أساسًا للعديد من الفصول في الأجزاء الوسطى والأخيرة من الحارس في حقل الشوفان التي تتناول موعد كولفيلد مع سالي هايز، الذي يُصرح فيها برغبته في الهروب معها، ويلتقي كارل لوس لتناول مشروبات، ويقوم بإجراء مكالمة هاتفية مخمورًا لمنزل عائلة هايز. على غير التسلسل المعتاد في الرواية، فكولفيلد في إجازة من المدرسة بمناسبة عيد الميلاد، وفي القصة، الوقت الفاصل بينه وبين سالي يحدث مرتين. وأيضًا، مقابلة كارل لوس أقصر بكثير في القصة منها في الرواية.
ظَهر كولفيلد أيضا في الرواية القصيرة "أنا مجنون (I'm Crazy)"، التي نشرت في مجلة Collier's بتاريخ (22 ديسمبر، 1945)، وظهر أفراد آخرين من عائلة كولفيلد في "اليوم الأخير من آخر مأذونية (Last Day of the Last Furlough)"، المنشورة في مجلة The Saturday Evening Post بتاريخ (15 يوليو، 1944) وفي روايات غير المنشورة، "آخر وأفضل آل بيتر بان (The Last and Best of the Peter Pans)" سنة 1942 و"المحيط المليء بكرات البولينغ ("The Ocean Full of Bowling Balls)" سنة 1945.
قصة «أنا مجنون» مرتبطة بما سيصبح بعد ذلك الفصل الأول في الحارس في حقل الشوفان. حيث يبدأ الفصل بوقوف كولفيلد على هضبة في «مدرسة بنسي» يشاهد مباراة كرة قدم بالأسفل، وتتطور الأحداث بزيارة هولدن لمدرس التاريخ الخاص به، السيد سبينسر، لمحادثته في أمر طرده من المدرسة ومستقبله. وتتماثل العديد من التفاصيل الأخرى في الفصل الأول من الحارس، من ضمنها إشارة إلى أم أحد زملاء كولفيلد وإلى أمه التي بعثت إليه بهدية من مزلاجات الثلج، ولكن تنتهي القصة بعودته إلى المنزل بدلاً من هروبه من المدرسة. وما أن يصل إلى المنزل، لا يظهر كولفيلد مواجهًا والديه، الذين وفقا للخادمة، يلعبون البريدج. فيذهب للتحدث مع فيبي عوضًا عن ذلك. حوارهم شبيه جدا بالحوار الي دار بينهما في الفصول الأخيرة من الحارس في حقل الشوفان. ومن الجدير بالذكر أيضًا أن أخته فيولا ذُكرت لأول وآخر مرة في ملحمة عائلة كولفيلد.
في قصة «هذا شطيرة لا يوجد فيها مايونيز (This Sandwich Has No Mayonnaise)» عام 1945، يذكر بأن هولدن فُقد خلال إحدى المعارك.

## عائلة كولفيلد في الأعمال الأخرى
تدور «اليوم الأخير من آخر مأذونية (Last Day of the Last Furlough)» حول اليوم الأخير لبيب جلادوالر قبل أن يغادر للقتال في الحرب العالمية الثانية. يُمضي جلادوالر جزءًا من يومه مع أخته الصغيرة قبل أن يحضر فينسنت كولفيلد (المُسمى لاحقًا بـ دي بي في الرواية). عند هذه النقطة، يكون فينسنت زميلاً مقاتلاً على وشك المغادرة للحرب أيضا. يُعلن فينسنت بأن أخاه هولدن فقد في المعركة. يُمكن رؤية علاقة جلادوالر بأخته الصغيرة كعلاقة موازية لعلاقة كولفيلد بفيبي.
أما «آخر وأفضل آل بيتر بان (The Last and Best of the Peter Pans)» فترتبط بالتساؤل فينسنت (دي بي) حول تخبئة أمه لوثيقة التجنيد الإجباري خاصته. تتم هذه الأحداث بعد موت كينيث (المسمى لاحقًا بـ آلي) وتبين قلق ماري موريارتي، والدة كولفيلد. والقصة جديرة بالذكر لظهور فيبي وحلام فينسنت حول زحف طفل ما من على جُرف.
في "المحيط المليء بكرات البولينغ ("The Ocean Full of Bowling Balls)" يتذكر فينسنت (دي بي) يوم موت أخيه كينيث (آلي). وتدور أحداث القصة في منزل آل كولفيلد الصيفي في كيب كود. العديد من التفاصيل تشق طريقها من هذه القصة إلى رواية الحارس، من ضمنها وصف آلي؛ قفاز البيسبول أيسر اليد المنقوش عليه الشِعر الخاص بآلي؛ هيلين، صديقة فينسنت، التي تَحتفظ بملوكها في الصف الخلفي (مثل جاين غالاغير)؛ ووجهة نظر كولفيلد الساخرة تجاه الآخرين. وبينما سبب موت آلي في "الحارس" هو ابيضاض الدم، فهنا بسبب حالة قلبية غير مُحددة. بالوصول إلى نهاية القصة، يكون كينيث وفينسنت على الشاطئ، فيقرر كينيث الذهاب للسباحة وتقذفه موجة. وهولدن، العائد للتو من المخيم، ينتظر على الشرفة بحقيبته عندما يعود فينسنت بجسد كينيث غير الواعي. توافي كينيث المنية لاحقًا في نفس الليلة. تم بيع القصة إلى مجلة، فقط ليسترجعها سالينجر قبل نشرها بقترةٍ قصيرة.
قصة قصيرة أخرى لها علاقة بكولفيلد جديرة بالذكر هي «الفتى صاحب قبعة صيد الناس (The Boy in the People Shooting Hat)»، التي قُدمت إلى The New Yorker في وقت ما بين 1948 و1949، ولكنها لم تنشر أبدًا. وتركز على شجارٍ بين شخصيتان ألا وهما بوبي وسترادلاتر حول مشاعر بوبي تجاه جاين غالاغير. تشكل هذه القصة أساس العديد من المشاهد الرئيسية في أول بضعة فصول في الحارس في حقل الشوفان.
في قصة سيمور: افتتاحية يُذكر فيها كورتيس كولفيلد بشكل عابر على أنه «فتىً محبوب مُتقد الذكاء» يظهر في نفس البرنامج الإذاعي الذي شارك فيه سيمور وأطفال عائلة غلاس الآخرين. ذُكر بأنه «قُتل خلال عملية إنزال في المحيط الهادئ».

## الأثر الثقافي
يعد هولدن كولفيلد واحد من أكثر الشخصيات الثابتة في تاريخ الأدب الأمريكي في القرن العشرين. إعتبر البعض بأن سالينجر نفسه مرتبط ارتباطا وثيقا بشخصية هولدن فكان حريصا جدا على الشخصية، لذلك لم يسمح بتصوير أي فيلم مقتبس من الكتاب أو أن يدع أي كاتبٍ آخر يستعمل هذه الشخصية.
- تعد رواية الحارس في حقل الشوفان مطلوبة لمادة اللغة الإنجليزية في المدارس الثانوية اليوم، مع العلم أنه تم منعها من بعض مكتبات المدارس من قِبل مجموعات الآباء والمعلمين المعترضين على استخدام الألفاظ النابية والتعظيم المتوقع للتمرد.
- هولدن كان مؤثرًا على حياة مارك ديفيد تشابمان،[3] المريض العقلي السابق، الذي قتل جون لينون في 1980.
- في حلقة من المسلسل التلفيزيوني Family Guy، أشار كواجمايار إلى الشخصية الأساسية برايان كعاشق لكولفيلد، دليلاً على شخصيته الطموحة وغير الناضجة، حيث يصف كولفيلد «بالطفل الشقي المدلل». وأيضًا، شخصية بشعر أحمر، من دون اسم، مهووسة «بالنفاق» تظهر في المسلسل، وترش بالدهان كلمة «مزيف» (PHONY) على سيارة بيتر بعد رؤيته يتظاهر بالعزف على البيانو في محل لعب.
- في المسلسل الفكاهي Frazz، صديق فراز المقرب طفل في الثامنة اسمه كولفيلد، من الواضح أنه سمي على اسم هولدن كولفيلد من الحارس في حقل الشوفان. وهو محاكاة لهولدن، ودائمًا يقرأ الكتب الأعلى من مستواه الدراسي، مثل كاتش-22 والعجوز والبحر. ويسأل أسئلة غريبة (مثل «إذا كانت الأحصنة تكره الوخز حقًا، فلماذا تبقيهم الأسلاك الشائكة بالداخل؟»).
- في فيلم الدراما الكوميدية السوداء «الفتاة الطيبة (The Good Girl)»، بطل الفيلم، توماس «هولدن» ورثر، الذي لعب دوره جايك جلينهال، دائما ما يكون واضعًا أنفه في كتاب «الحارس في حقل الشوفان» ويدعي أن حياته توازي حياة هولدن كولفيلد.
- سُميت شخصية بن أفليك في فيلم Chasing Amy هولدن تيمنًا بهولدن كولفيلد.